# Lorenzo Costa starejši
Lorenzo Costa (1460 – 5. marec 1535) je bil italijanski renesančni slikar.

## Življenjepis
Rodil se je v Ferrari, vendar se je v zgodnjih dvajsetih preselil v Bologno in je verjetno vplival na bolonjsko šolo. Vendar pa je veliko umetnikov delovalo v obeh mestih, zato ga nekateri smatrajo za produkt Ferrarske šole. Možno je, da se je učil s Cosimom Turo.
Leta 1483 je naslikal slavni Bentivogliov oltar in druge freske na stenah Bentivogliove kapele v San Giacomo Maggiore. Bil je velik prijatelj Francesca Francia, na katerega je močno vplival. Leta 1509 se je preselil v Mantovo, da bi postal dvorni slikar markiza Francesca Gonzage in Isabelle d'Este. Za studiolo slednjega v vojvodski palači je naslikal Alegorijo kronanja Isabelle d'Este (zdaj v Louvru) in Comusovo vladavino, dve mitološki sliki, ki temeljita na Mantegnovih risbah.
Umrl je v Mantovi leta 1535. Njegova sinova Ippolito in Girolamo sta bila prav tako slikarja, prav tako Girolamov sin Lorenzo mlajši. Sodobniki, ki so delali z njim ali pod njim, so Cosimo Tura, Dosso Dossi, Ludovico Mazzolino, Lorenzo Leonbruno in Nicola Pisano.

## Izbor del
Tukaj je nekaj slik njihove trenutne lokacije

### Lokacija nekaterih del leta 1889
- Kristusovo darovanje v templju, 1485, Gemäldegalerie Berlin
- Madona s svetniki, 1492, San Petronio, Bologna
- Dvanajst apostolov, 1495, San Giovanni, Bologna
- Madona angeli muzikanti in svetniki, Fresken, Santa Cecilia, Bologna
- Bentivogliov oltar, 1488, San Giacomo Maggiore
- Jezus Kristus v templju, 1502, Gemäldegalerie, Berlin

### San Giacomo Maggiore Bologna
- Vizija Apokalipse, 1490-ta, freska, S. Giacomo Maggiore, Bologna
- Zmagoslavje smrti, 1490, freska, S. Giacomo Maggiore, Bologna

### Različni muzeji
- Koncert, okoli 1485–1495, olje na tabli, Narodna galerija, London
- Rojstvo, okoli 1490, tempera na lesu, Musée des Beaux-Arts, Lyon
- Gospa s psičko v naročju, okoli 1500, olje na tabli, 45,5 × 35,1 cm, Kraljeva zbirka, Windsor
- St. Sebastian, 1490–91 tempera na tabli, 55 × 49 cm, Galerija Uffizi, Firence
- Sv. Hieronim, 1485, tabla, San Petronio, Bologna
- Branje Marije, iz prejšnjih časov, tempera, topolov les, 60,5 × 62 Galerija slik starih mojstrov, Dresden
- Portret ženske, 1500-06 Olje in tempera na platnu, 57 × 44 cm, Ermitaž, Sankt Peterburg